# Christopher Froome

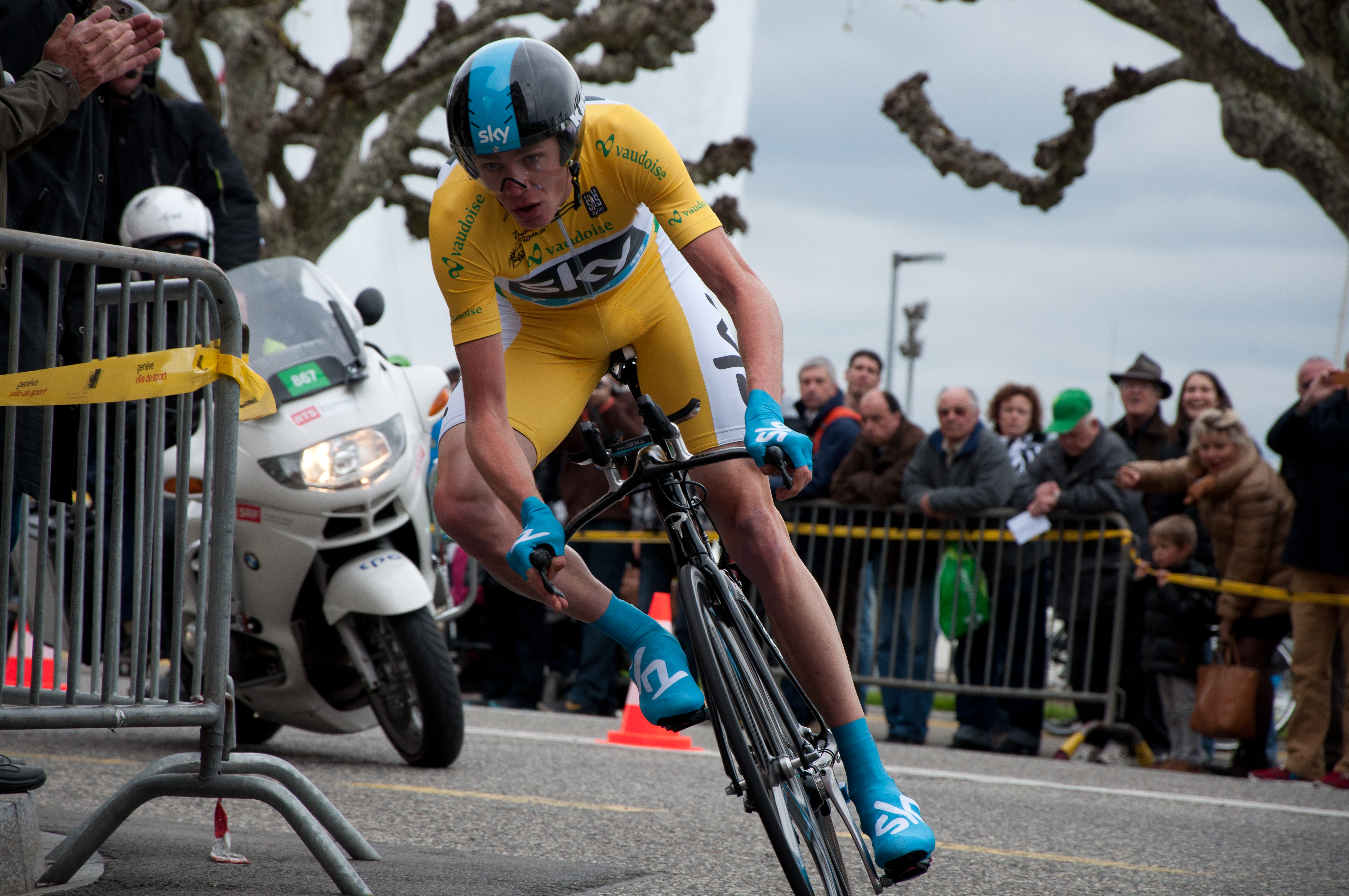
Christopher Froome al Tour de Romandia 2013.

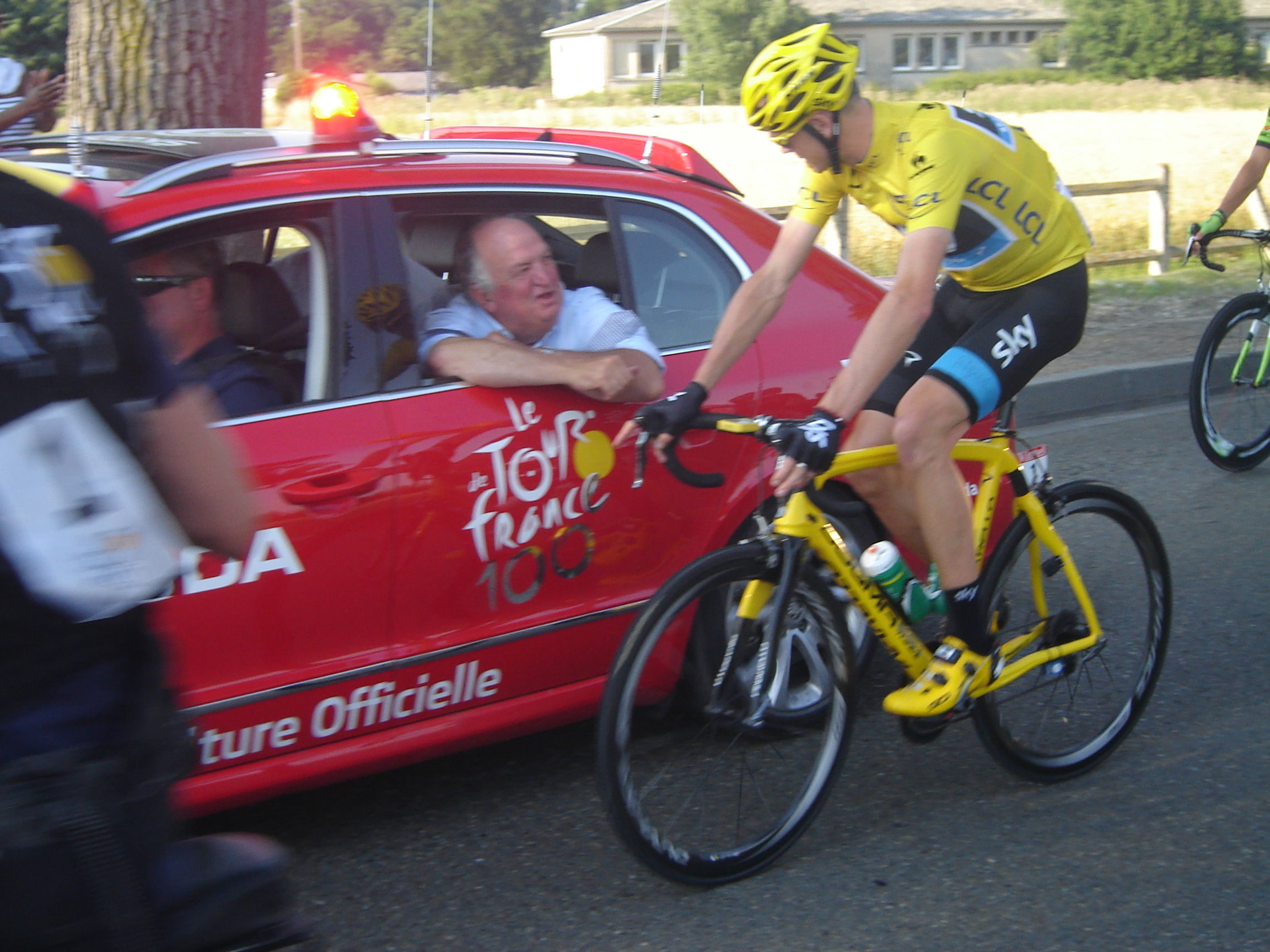
Christopher Froome en la darrera etapa del Tour de França de 2013.

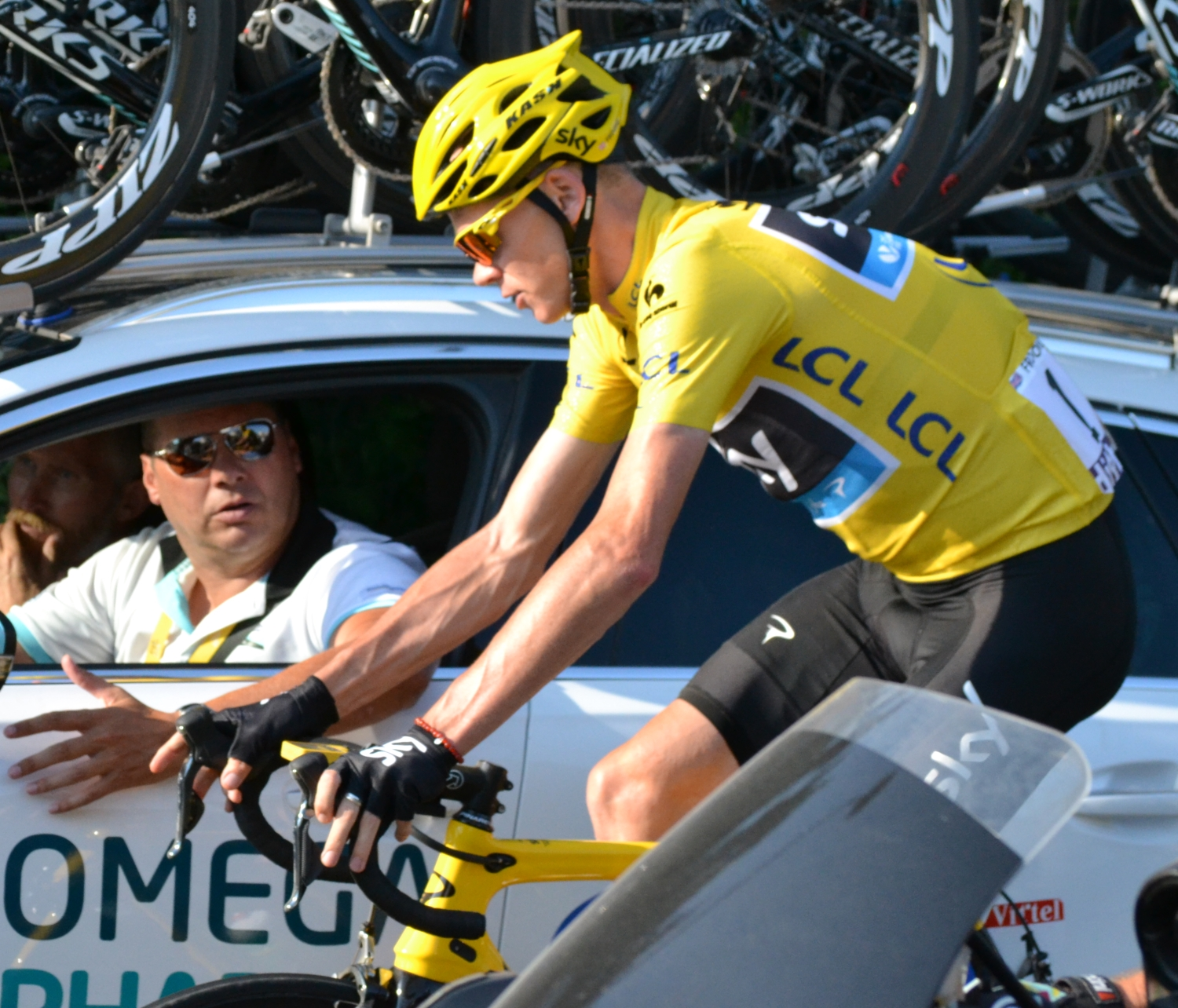
Chris Froome, vencedor del Tour.

Christopher Froome, també conegut com a Chris Froome, (Nairobi, Kenya, 20 de maig de 1985) és un ciclista britànic, professional des del 2007. Actualment corre a l'Israel-Premier Tech.
En el seu palmarès destaquen les victòries a la general del Tour de França de 2013, 2015, 2016 i 2017 i set etapes en aquesta mateixa cursa. També es va proclamar vencedor del Giro d'Itàlia al 2018 on va guanyar dues etapes. També ha aconseguit dos triomfs finals a la Volta a Espanya al 2011 i 2017, i cinc victòries d'etapa en aquesta competició.

## Biografia
Nascut a Nairobi, Kenya, Christopher Froome va marxar d'aquell país als 15 anys amb la seva família per anar a viure a Johannesburg, Sud-àfrica. El 2006 i 2007 representà Kenya als campionats del món sub-23.
El setembre de 2007 anuncià el fitxatge pel Team Barloworld pel 2008. A finals del 2008 fou seleccionat en representació del Regne Unit pel campionat del món.
El 2011 arribaren els seus primers grans èxits. El 29 d'agost es vestí de líder de la Volta a Espanya, mentre que una setmana més tard aconseguia la seva primera victòria d'etapa en una gran volta, en guanyar la 17a etapa. Fou la revelació de la cursa en acabar segon a la general, a tan sols 13 segons de Juan José Cobo.
El 2012 aconseguí la victòria en la primera etapa de muntanya del Tour de França, a banda de la medalla de bronze en la contrarellotge dels Jocs Olímpics de Londres.
El 2013 fou l'any de la seva explosió com a ciclista, amb victòries en les generals de bona part de les curses que va disputar: Tour d'Oman, Critèrium del Dauphiné, Tour de Romandia i, sobretot, l'edició número 100 del Tour de França, en la qual també aconseguí tres victòries d'etapa.

## Palmarès
- 2005
  - Vencedor d'una etapa al Tour de Maurici
- 2006
  - 1r al Tour de Maurici i vencedor de 2 etapes
- 2007
  - 1r a la Mi-août bretonne
  - Vencedor d'una etapa al Giro de les Regions sub-23
  - Vencedor d'una etapa a la Volta al Japó
- 2009
  - 1r al Giro del Cap Challenge 2
- 2011
  -  1r a la Volta a Espanya i vencedor d'una etapa.
- 2012
  - Vencedor d'una etapa al Tour de França
  -  Medalla de bronze en la contrarellotge als Jocs Olímpics de Londres
- 2013
  -  1r al Tour de França i vencedor de 3 etapes
  - 1r al Tour de Romandia i vencedor d'una etapa
  - 1r al Critèrium del Dauphiné i vencedor d'una etapa
  - 1r al Tour d'Oman, vencedor d'una etapa i 1r de la classificació per punts
  - 1r al Critèrium Internacional i vencedor d'una etapa
  - Vencedor d'una etapa a la Tirrena-Adriàtica
- 2014
  - 1r al Tour d'Oman i vencedor d'una etapa
  - 1r al Tour de Romandia i vencedor d'una etapa
  - Vencedor de 2 etapes al Critèrium del Dauphiné i 1r de la classificació per punts
- 2015
  -  1r al Tour de França,  1r de la classificació de la muntanya i vencedor d'una etapa
  - 1r al Critèrium del Dauphiné i vencedor de 2 etapes
  - 1r a la Volta a Andalusia i vencedor d'una etapa
- 2016
  -  1r al Tour de França i vencedor de 2 etapes
  - 1r al Critèrium del Dauphiné i vencedor d'una etapa
  - 1r al Herald Sun Tour i vencedor d'una etapa
  - Vencedor de 2 etapes a la Volta a Espanya
  - Vencedor d'una etapa al Tour de Romandia
  -  Medalla de bronze en la contrarellotge als Jocs Olímpics de Londres
- 2017
  -  1r al Tour de França
  -  1r a la Volta a Espanya i vencedor de 2 etapes a la Volta a Espanya
- 2018
  -  1r al Giro d'Itàlia. Vencedor de 2 etapes. 1r al Gran Premi de la muntanya

### Resultats al Tour de França
- 2008. 84è de la classificació general
- 2012. 2n de la classificació general. Vencedor de la 7a etapa
- 2013.  1r de la classificació general. Vencedor de la 8a, 15a i 17a etapa
- 2014. Abandona (5a etapa)[2]
- 2015.  1r de la classificació general.  1r de la classificació de la muntanya i vencedor de la 10a etapa
- 2016.  1r de la classificació general. Vencedor de la 8a i la 18a etapa
- 2017.  1r de la classificació general
- 2018. 3r de la classificació general
- 2021. 133è de la classificació general
- 2022. No surt (18a etapa)

### Resultats al Giro d'Itàlia
- 2009. 36è de la classificació general
- 2010. Abandona (19a etapa)
- 2018.  1r de la classificació general. Vencedor de 2 etapes. Porta el Mallot rosa durant 3 etapes.  1r al Gran Premi de la muntanya

### Resultats a la Volta a Espanya
- 2011. 1r de la classificació general. Vencedor d'una etapa.  Porta el mallot vermell durant 1 etapa
- 2012. 4t de la classificació general
- 2014. 2n de la classificació general.  1r del Premi de la combativitat
- 2015. No surt (12a etapa)
- 2016. 2n de la classificació general. Vencedor de 2 etapes
- 2017.  1r de la classificació general. Vencedor d'una etapa.  1r de la Classificació per punts.  1r de la Classificació de la combinada. Vencedor de 2 etapes
- 2020. 98è de la classificació general
- 2022. 114è de la classificació general